# Les Plaisirs d'Hélène
Pour plus de détails, voir Fiche technique et Distribution.
Les Plaisirs d'Hélène (Orgasmo nero) est un film érotique italien écrit et réalisé par Joe D'Amato, sorti en 1980.

## Synopsis
Sur la petite île de Lokandola, perdue dans la mer des Caraïbes, Paul, un ethnologue, étudie les mœurs d'une peuplade. Il consacre la majeure partie de son temps à son travail d'anthropologue, au détriment de son épouse Hélène, qui se sent délaissée. En plus d'une libido non épanouie, Hélène a des problèmes de fertilité compromettant le fait qu'elle puisse tomber enceinte malgré la pression de son époux qui voudrait devenir père. Lorsqu'elle débarque sur l'île, elle souhaite faire l'amour avec lui pour pimenter leur triste vie sexuelle. Mais, épuisé par ses recherches, ce dernier peine à honorer sa femme. Frustrée, Hélène rencontre une superbe indigène vivant sur l'île, Haini. Cette dernière est la fille d'un pécheur dévoré par un requin et son charme ne laisse pas Hélène indifférente qui se sent attirée par l'autochtone. A Saint-Domingue, où réside le couple, Haini a tôt fait de faire tourner la tête à tous les messieurs des environs. Hélène s'irrite des infidélités répétées de sa protégée, mais cette dernière sait trouver les arguments qui les réconcilient. Mais Haini a tendance à pervertir son entourage et dévoile son côté violent à travers des cérémonies vaudous...

## Fiche technique
- Titre original : Orgasmo nero
- Titre français : Les Plaisirs d'Hélène
- Réalisation et scénario : Joe D'Amato
- Montage : Heidi Morras
- Musique : Stelvio Cipriani
- Photographie : Alberto Spagnoli
- Production : Giuseppe Mangogna
- Sociétés de production :  Cinema 80 et Santo Domingo Universal S.A.
- Pays d'origine :  Italie
- Langue originale : italien
- Format : couleur
- Genre : érotique
- Durée : 90 minutes
- Date de sortie : 
  -  Italie : 1980

## Distribution
- Nieves Navarro (créditée comme Susan Scott) : Hélène
- Richard Harrison : Paul
- Lucía Ramírez : Haini
- Mark Shannon : l'homme du fantasme d'Haini (non crédité)